# Élections législatives de 1978 dans les Pyrénées-Orientales
Les élections législatives françaises de 1978 se déroulent les 12 et 19 mars 1978. Dans le département des Pyrénées-Orientales, deux députés sont à élire dans le cadre de deux circonscriptions.

## Élus
| Circonscription | Député sortant | Parti | Parti | Député élu ou réélu | Parti | Parti      |
| --------------- | -------------- | ----- | ----- | ------------------- | ----- | ---------- |
| 1re             | Paul Alduy     |       | PS    | Paul Alduy          |       | UDF (MDSF) |
| 2e              | André Tourné   |       | PCF   | André Tourné        |       | PCF        |

## Résultats

### Résultats à l'échelle du département
| Parti          | Parti                              | Premier tour | Premier tour | Second tour | Second tour | Sièges |
| Parti          | Parti                              | Voix         | %            | Voix        | %           | Sièges |
| -------------- | ---------------------------------- | ------------ | ------------ | ----------- | ----------- | ------ |
|                | Parti communiste français          | 49 951       | 30,23        | 87 998      | 51,54       | 1      |
|                | Parti socialiste                   | 36 967       | 22,37        | Retrait     | Retrait     | 0      |
|                | Union de la gauche                 | 86 918       | 52,61        | 87 998      | 51,54       | 1      |
|                |                                    |              |              |             |             |        |
|                | Union pour la démocratie française | 41 281       | 24,99        | 82 723      | 48,46       | 1      |
|                | Rassemblement pour la République   | 28 191       | 17,06        | Retrait     | Retrait     | 0      |
|                | Divers droite                      | 2 592        | 1,57         |             |             | 0      |
|                | Majorité présidentielle            | 72 064       | 43,62        | 82 723      | 48,46       | 1      |
|                |                                    |              |              |             |             |        |
|                | Extrême gauche (LO et LCR)         | 2 595        | 1,57         |             |             | 0      |
|                | Parti socialiste unifié            | 2 298        | 1,39         | 0           |             |        |
|                | Régionaliste                       | 1 341        | 0,81         | 0           |             |        |
|                |                                    |              |              |             |             |        |
| Inscrits       | Inscrits                           | 213 199      | 100,00       | 213 211     | 100,00      | 2      |
| Abstentions    | Abstentions                        | 43 560       | 20,43        | 35 840      | 16,81       |        |
| Votants        | Votants                            | 169 639      | 79,57        | 177 371     | 83,19       |        |
| Blancs et nuls | Blancs et nuls                     | 4 423        | 2,61         | 6 650       | 3,75        |        |
| Exprimés       | Exprimés                           | 165 216      | 97,39        | 170 721     | 96,25       |        |

### Résultats par circonscription

#### Première circonscription (Perpignan-Est - Céret)
| Candidat       | Candidat                 | Parti          | Premier tour | Premier tour | Second tour | Second tour |  |
| Candidat       | Candidat                 | Parti          | Voix         | %            | Voix        | %           |  |
| -------------- | ------------------------ | -------------- | ------------ | ------------ | ----------- | ----------- |  |
|                | Paul Alduy sortant réélu | UDF (MDSF)     | 26 446       | 27,98        | 50 104      | 51,13       |  |
|                | Henri Costa              | PCF            | 23 768       | 25,15        | 47 886      | 48,87       |  |
|                | Michel Jomain            | PS             | 21 138       | 22,36        | Retrait     | Retrait     |  |
|                | Patrice Bertrand         | RPR            | 17 111       | 18,1         | Retrait     | Retrait     |  |
|                | Roger Lièvre             | Divers droite  | 2 182        | 2,31         |             |             |  |
|                | Yves Puig                | LO             | 1 039        | 1,1          |             |             |  |
|                | Georgette Lopez          | PSU (FA)       | 1 266        | 1,34         |             |             |  |
|                | Alexandre Palagos        | Régionaliste   | 765          | 0,81         |             |             |  |
|                | Michel Balat             | LCR            | 594          | 0,63         |             |             |  |
|                | Simon Ayzac              | Divers droite  | 213          | 0,23         |             |             |  |
|                |                          |                |              |              |             |             |  |
| Inscrits       | Inscrits                 | Inscrits       | 122 533      | 100,00       | 122 588     | 100,00      |  |
| Abstentions    | Abstentions              | Abstentions    | 25 594       | 20,89        | 20 658      | 16,85       |  |
| Votants        | Votants                  | Votants        | 96 939       | 79,11        | 101 930     | 83,15       |  |
| Blancs et nuls | Blancs et nuls           | Blancs et nuls | 2 417        | 2,49         | 3 940       | 3,87        |  |
| Exprimés       | Exprimés                 | Exprimés       | 94 522       | 97,51        | 97 990      | 96,13       |  |

#### Deuxième circonscription (Perpignan-Ouest - Prades)
| Candidat       | Candidat                   | Parti          | Premier tour | Premier tour | Second tour | Second tour |  |
| Candidat       | Candidat                   | Parti          | Voix         | %            | Voix        | %           |  |
| -------------- | -------------------------- | -------------- | ------------ | ------------ | ----------- | ----------- |  |
|                | André Tourné sortant réélu | PCF            | 26 183       | 37,04        | 40 112      | 55,15       |  |
|                | Pierre Estève              | PS             | 15 829       | 22,39        | Retrait     | Retrait     |  |
|                | Bernard Brieussel          | UDF (PR)       | 14 835       | 20,98        | 32 619      | 44,85       |  |
|                | André Quet                 | RPR            | 11 080       | 15,67        |             |             |  |
|                | Gilbert Vidal              | PSU (FA)       | 1 032        | 1,46         |             |             |  |
|                | Yves Puig                  | LO             | 962          | 1,36         |             |             |  |
|                | Jaume Roure                | Régionaliste   | 576          | 0,81         |             |             |  |
|                | Robert Orengo              | Divers droite  | 197          | 0,28         |             |             |  |
|                |                            |                |              |              |             |             |  |
| Inscrits       | Inscrits                   | Inscrits       | 90 666       | 100,00       | 90 623      | 100,00      |  |
| Abstentions    | Abstentions                | Abstentions    | 17 966       | 19,82        | 15 182      | 16,75       |  |
| Votants        | Votants                    | Votants        | 72 700       | 80,18        | 75 441      | 83,25       |  |
| Blancs et nuls | Blancs et nuls             | Blancs et nuls | 2 006        | 2,76         | 2 710       | 3,59        |  |
| Exprimés       | Exprimés                   | Exprimés       | 70 694       | 97,24        | 72 731      | 96,41       |  |